# Eupithecia guinardaria
Eupithecia guinardaria là một loài bướm đêm trong họ Geometridae.